# 薩克森的瑪格麗特 (1840年—1858年)
萨克森的瑪格丽特公主（1840年5月24日—1858年9月15日）是奥地利帝国大公夫人和薩克森王國公主。她的丈夫是奧地利皇帝法蘭茲·约瑟夫一世的弟弟卡爾·路德維希大公。
她是萨克森国王约翰的第八名孩子。1856年，瑪格丽特和表亲卡爾·路德維希结婚。这是一场幸福的婚姻但是两人没有孩子。婚后两年，她在意大利因患上伤寒而逝世。